# Борша (Румыния)
Бо́рша (рум. Borșa, венг. Borsa, нем. Borscha, идиш בורשא‎) — город в румынском жудеце Марамуреш (который является частью исторического Марамуреша).
Население города составляет 27 247 жителя (2002), площадь — 424,12 км². Вблизи Борши находится множество природоохранных территорий. Первое упоминание о городе датируется 1365 годом.
Борша расположена в гористой местности, в долине реки Вишеу, благодаря чему в городе активно развивается туризм, особенно в зимний период. Также в городе находится национальный парк Родна (площадь — 463 км²).
В окрестностях города располагаются железные и медные рудники и минеральные источники.
В 1717 году здесь было разбито татарское войско, возвращавшееся уже после набега, причём освобождена масса пленных и взяты богатые трофеи.
В 1718 году здесь была построена первая деревянная церковь.